# II. Mánuel portugál király
II. Mánuel (Manoel Maria Felipe Carlos Amélio Luís Miguel Rafael Gabriel Gonzaga Francisco de Assis Eugénio de Saxe-Coburgo-Gotha e Bragança) (Lisszabon, 1889. november 15. – Fullwell Park, 1932. július 2.), Portugália utolsó királya.

## Élete
I. Károly ifjabbik fia. Édesapját, Károly királyt, és bátyját, Lajos Fülöpöt 1908-ban meggyilkolták, így ő lett a király. Mindössze két évig uralkodhatott, hatalmát 1910-ben megdöntötte a köztársasági forradalom, melyet nem tudott elfojtani. Édesanyjával, Mária Amália királynéval együtt Angliába menekült, s egy ideig itt éltek. A portugál trónról sokáig nem mondott le.

## Családja

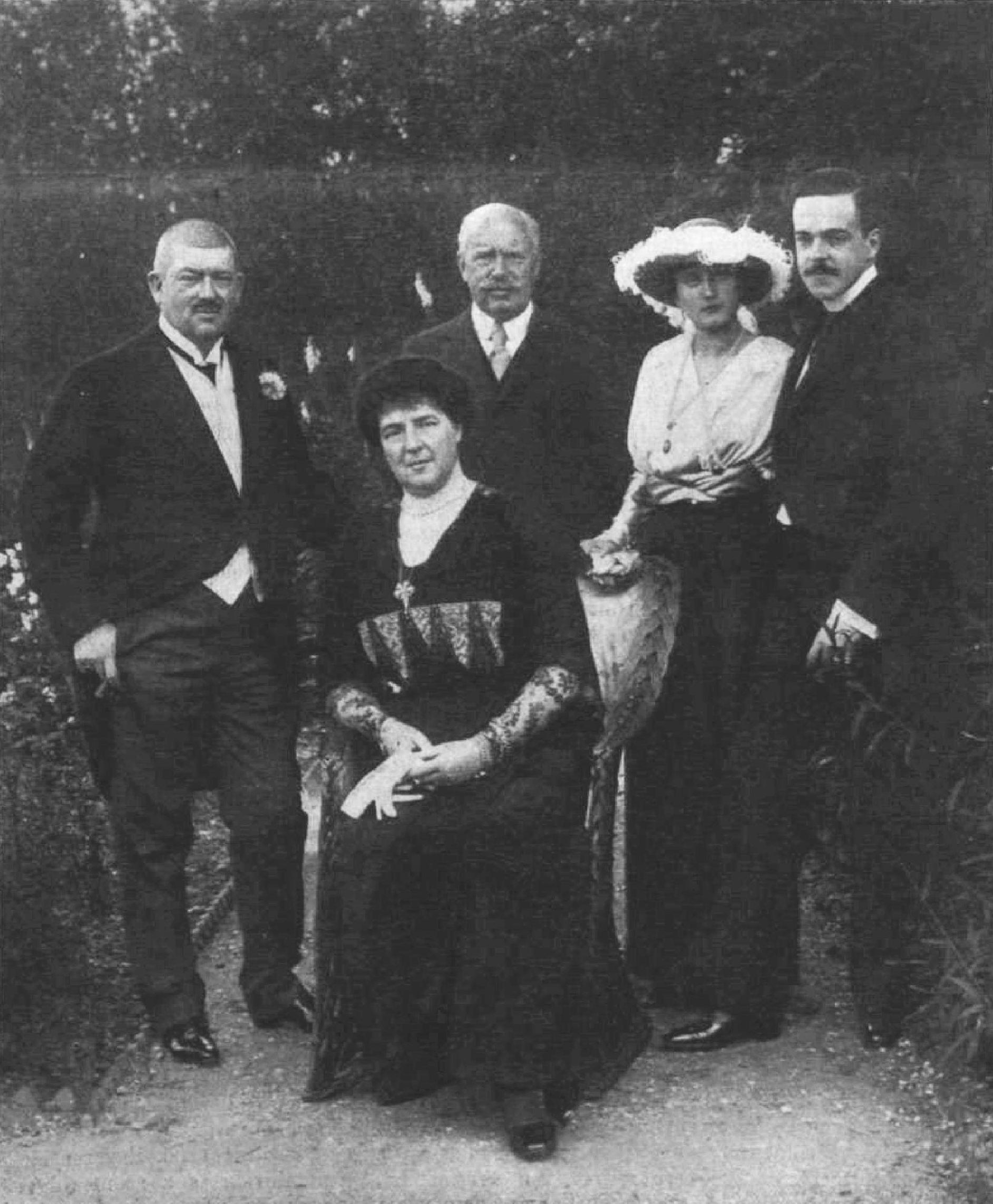
Házassága alkalmából készített fénykép

1913. szeptember 4-én feleségül vette másod-unokatestvérét, Auguszta Viktória Hohenzollern-Sigmaringen-i hercegnőt, Vilmos herceg leányát, aki szintén II. Mária portugál királynő és II. Ferdinánd portugál király dédunokája volt. Gyermeke nem lévén vele kihalt férfi ágon a II. Mária portugál királynő és II. Ferdinánd portugál király házassága révén trónra került Szász-Coburg-Gotha-Bragança-ház Portugáliában, és így örököséül nagybátyja, Alfonz halála (1920) után a Bragança-ház fejét, I. Mihály portugál király unokáját, Duarte herceget ismerte el. A trónt már ő sem örökölhette, mert 1910 óta Portugáliában köztársaság van.

## Külső hivatkozások
- Paul Theroff: Online Gotha/Portugal

| Előző uralkodó: I. (Diplomata) Károly | Portugália királya 1908 – 1910 Szász–Coburg–Gotha | Következő uralkodó: – (köztársaság) |